# خورشیدگرفتگی ۲۱ اوت ۱۵۶۰
خورشیدگرفتگی ۲۱ اوت ۱۵۶۰ (به انگلیسی: Solar eclipse of August 21, 1560) یک خورشیدگرفتگی از نوع خورشیدگرفتگی کامل بود. این خورشیدگرفتگی در تاریخ ۲۱ اوت ۱۵۶۰ میلادی روی داد که زمان اوج آن، ساعت ۱۲:۳۰:۵۵ به‌وقت ساعت هماهنگ جهانی بوده‌است. مدت‌زمان و طول این خورشیدگرفتگی ۳ دقیقه و ۴ ثانیه بود.